# NGC 5239
NGC 5239 este o galaxie spirală situată în constelația Boarul. A fost descoperită în 13 aprilie 1784 de către William Herschel. Se află la o distanță de 102,88 megaparseci de Pământ.